# باي باك

شعار بايباك.

بايباك بالإنجليزية (Payback) هو أحد المهرجانات التي تقدمها مؤسسة المصارعة الحرة الترفيهية wwe . تم عرضه لأول مره عام 2013 .

## مواعيد وأماكن.
| Event         | Date          | City               | Venue              | Main event |
| ------------- | ------------- | ------------------ | ------------------ | --- |
| بايباك (2013) | June 16, 2013 | روسمونت، إلينوي    | صالة أولستايت      | جون سينا (c) vs. رايباك in a Three Stages of Hell match for the بطولة العالم للدبليو دبليو إي للوزن الثقيل                                                                           |
| بايباك (2014) | June 1, 2014  | روسمونت، إلينوي    | صالة أولستايت      | فريق الدرع (كلاب العدالة) (دين أمبروز، سيث رولينز and رومان رينز) vs. فريق أيفولوشن (تربل إتش، راندي أورتن and ديف باتيستا) in a No Holds Barred أنواع مباريات المصارعة لفرق التبادل |
| بايباك (2015) | May 17, 2015  | بالتيمور، ماريلاند | سي إف جي بنك أرينا | Seth Rollins (c) vs. Roman Reigns vs. Randy Orton vs. Dean Ambrose in a Fatal Four Way match for the بطولة العالم للدبليو دبليو إي للوزن الثقيل                                      |